# Paraldehidă
Paraldehida este un compus organic, fiind un trimer realizat de molecule de acetaldehidă. Poate fi considerat a fi un derivat structural de 1,3,5-trioxan, în care fiecare atom de hidrogen a fost substituit de o grupă metilică. Este un lichid incolor foarte solubil în etanol. Se oxidează ușor în aer și se brunifică, având un miros de acid acetic.
A fost descrisă prima dată în anul 1835 de către chimistul german Justus Liebig, iar formula sa empirică a fost determinată în anul 1838 de către Hermann Fehling.

## Obținere
Paraldehida a fost sintetizată pentru prima oară în anul 1848 de către chimistul german Valentin Hermann Weidenbusch (1821–1893); acesta a obținut compusul în urma tratării acetaldehidei cu acid (sulfuric sau azotic).
Formarea produsului reacției de ciclizare este dependentă de temperatură. Formarea trimerului este favorizată la temperatura camerei, iar la temperaturi mai scăzute, în jurul valorii de -10 °C, este mai probabil să se formeze tetramerul denumit metaldehidă:

## Proprietăți
Încălzită cu cantități catalitice de acid, se depolimerizează formând acetaldehidă:
{\displaystyle {\ce {C6H12O3 -> 3CH3CHO}}}
Se poate utiliza în locul acetaldehidei în sinteza bromalului (tribromoacetaldehidei):
{\displaystyle {\ce {C6H12O3 + 9 Br2 -> 3 CBr3CHO + 9 HBr}}}

## Utilizări medicale
Paraldehida a fost utilizată frecvent pentru inducerea somnului la pacienții cu delirium tremens, dar a fost înlocuită azi de alte medicamente. Pe lângă efectul sedativ și hipnotic, mai are și un efect anticonvulsivant.